# Eligmodontia typus
Eligmodontia typus is een zoogdier uit de familie van de Cricetidae. De wetenschappelijke naam van de soort werd voor het eerst geldig gepubliceerd door F. Cuvier in 1837.

## Voorkomen
De soort komt voor in Argentinië.